# Borkenes
Borkenes est une localité du comté de Troms, en Norvège.

## Géographie
Administrativement, Borkenes fait partie de la kommune de Kvæfjord.